# 1 Coríntios 13
1 Coríntios 13 é o décimo-terceiro capítulo da Primeira Epístola aos Coríntios, de autoria do Apóstolo Paulo, no Novo Testamento da Bíblia.

## Estrutura
A Tradução Brasileira da Bíblia organiza este capítulo da seguinte maneira:
- 1 Coríntios 13:1-13 - A caridade é o supremo dom